# Felix Bürkner
Felix Bürkner (* 15. Mai 1883 in Göttingen; † 17. November 1957 in Hannover) war ein deutscher Dressurreiter.

## Familie
Felix Bürkner wurde als ältester Sohn von (Leopold Ferdinand) Konrad Bürkner, Professor an der Universität Göttingen am 15. Mai 1883 geboren. Er hatte zwei Brüder: Robert Bürkner (Schauspieler) und Ernst (Arzt).
Die Familie Bürkner war bürgerlich und künstlerisch geprägt und so erhielt Felix eine vielseitige Erziehung und Ausbildung. Mit seiner ersten Frau hatte er drei Kinder, mit seiner zweiten Frau eine Tochter.

## Militärische Laufbahn
Schon von Jugend an strebte Bürkner nach einer Karriere als Kavallerist im Militär. Er trat 1901 als Fahnenjunker in das 2. Kurhessische Feldartillerie-Regiment Nr. 47 in Fulda ein und wurde aufgrund seines reiterlichen Talents bereits im Oktober 1901 zum Fähnrich befördert. Das Offiziersexamen bestand er 1902. 1914 wurde er als Rittmeister Eskadronchef und nahm am Ersten Weltkrieg teil. Nach Kriegsende zunächst in die Reichswehr übernommen, schied Bürkner 1922 aus der Armee aus. Er trat in die Wehrmacht ein und übernahm am 7. April 1939 als Leiter den Schulstall der Heeresreit- und Fahrschule (Hannover, später Potsdam-Krampnitz). Am 1. Mai 1939 erfolgte die Beförderung zum Oberstleutnant, am 1. Dezember 1940 dann die Beförderung zum Oberst. 1943 schied er aus Altersgründen aus der Wehrmacht aus.

## Reiterliche Entwicklung
Felix Bürkners reiterliches Talent wurde bereits in den ersten Reitstunden erkannt. Er erhielt eine grundlegende Ausbildung in Göttingen bei dem Reitlehrer Georg von Münchhausen und später insbesondere am Militär-Reit-Institut in Hannover bei Rittmeister Negenborn. Er gewann sechs Kaiserpreise in Folge. 1912 nahm er an den Olympischen Sommerspielen in Stockholm im Dressurreiten teil und erreichte mit King den siebenten Platz in der Einzelwertung, eine Mannschaftswertung wurde nicht vorgenommen.
Als Privatmann trat er 1923 in den Tattersall Beermann in Berlin ein, um den Turnierstall „Preußen“ zu führen. 1930 pachtete er das „Rittergut Düppel“ in Berlin-Zehlendorf und gründete dort die „Deutsche Reitschule“, an der auch andere Größen wie Richard Wätjen und Oberst von Heydebreck wirkten. Bürkner bereitete die deutsche Dressurmannschaft für die Olympischen Sommerspiele 1936 vor.
Nach dem Zweiten Weltkrieg kehrte Felix Bürkner nach Hannover zurück. Hier hatte er Pferde in einem Stall in der Vahrenwalder Heide stehen. Bürkner bildete Pferde aus und verkaufte diese auch in das Ausland. So bildete er unter anderem Totila aus, mit dem Colonel Franklin Wing 1948 den Großen Preis von Aachen gewann.
Er legte stets großen Wert auf eine vielseitige Ausbildung, insbesondere auf das Gelände- und Jagdreiten. Er gewann zahlreiche Turniere im In- und Ausland.
Felix Bürkner wurde 14 Mal Deutscher Meister in der Dressur in der Zeit nach dem Ersten Weltkrieg. 1936 war er Teamchef der Deutschen Reitequipe, die alle Goldmedaillen holte.

## Deutsche Schulquadrille
Bürkner begründete die deutsche Schulquadrille, die er zusammen mit Otto Lörke und Kapellmeister Friedrich Witeschnek erarbeitete. Die Quadrille wurde in der Heeres-Reitschule von 1940 bis 1943 beim Besuch wichtiger Gäste vorgeführt.
Zu den Olympischen Sommerspielen 1972 wurde die deutsche Schulquadrille wiederbelebt; unter der Anleitung von Albert Stecken wurde diese bei der Abschlussfeier von zwölf der besten deutschen Dressurreiter vorgeführt (Reiner Klimke mit York, Liselott Linsenhoff mit Piaff, Wolfgang Haug mit Lorlot, Karin Schlüter mit Liostro, Josef Neckermann mit Venetia, Ilsebill Becher mit Mitsouko, Willi Schultheis mit Armagnac, Inge Theodorescu mit Marzio, Walter Günther mit Partisan, Gabriela Grillo mit Honduras, Harry Boldt mit Ariadne, Eva Maria Pracht mit Mazepa). Willi Schultheis und Walter Günther waren bereits in den 1940er Jahren an den Vorführungen der Schulquadrille beteiligt.

## Schriften
- Ein Reiterleben. Olms Verlag, Hildesheim 2008 (Nachdruck der Ausgabe Verden/Aller 1957), ISBN 978-3487081854.